# Månens tempel
Månens tempel eller Yuetan Gongyuan (kinesiska: 月坛公园) är en park i Peking i Kina. Månens tempel ligger utanför västra Andra ringvägen norr om Chang'anavenyn. Månens tempel är tillsammans med Himmelens tempel, Jordens tempel och Solens tempel fyra tempel i varje väderstreck som omger den historiska stadens centrum.
| Pekings tunnelbana |         |                     |
|                    | Linje 2 | Fuchengmen (阜成门) |

## Klimat och geografi
Månens tempel ligger 51 meter över havet. Terrängen runt Månens tempel är mycket platt. Runt Månens tempel är det mycket tätbefolkat, med 2 345 invånare per kvadratkilometer. Runt Yuetan Gongyuan är det i huvudsak tätbebyggt.